# Friedrich Bayer (Unternehmer, 1825)

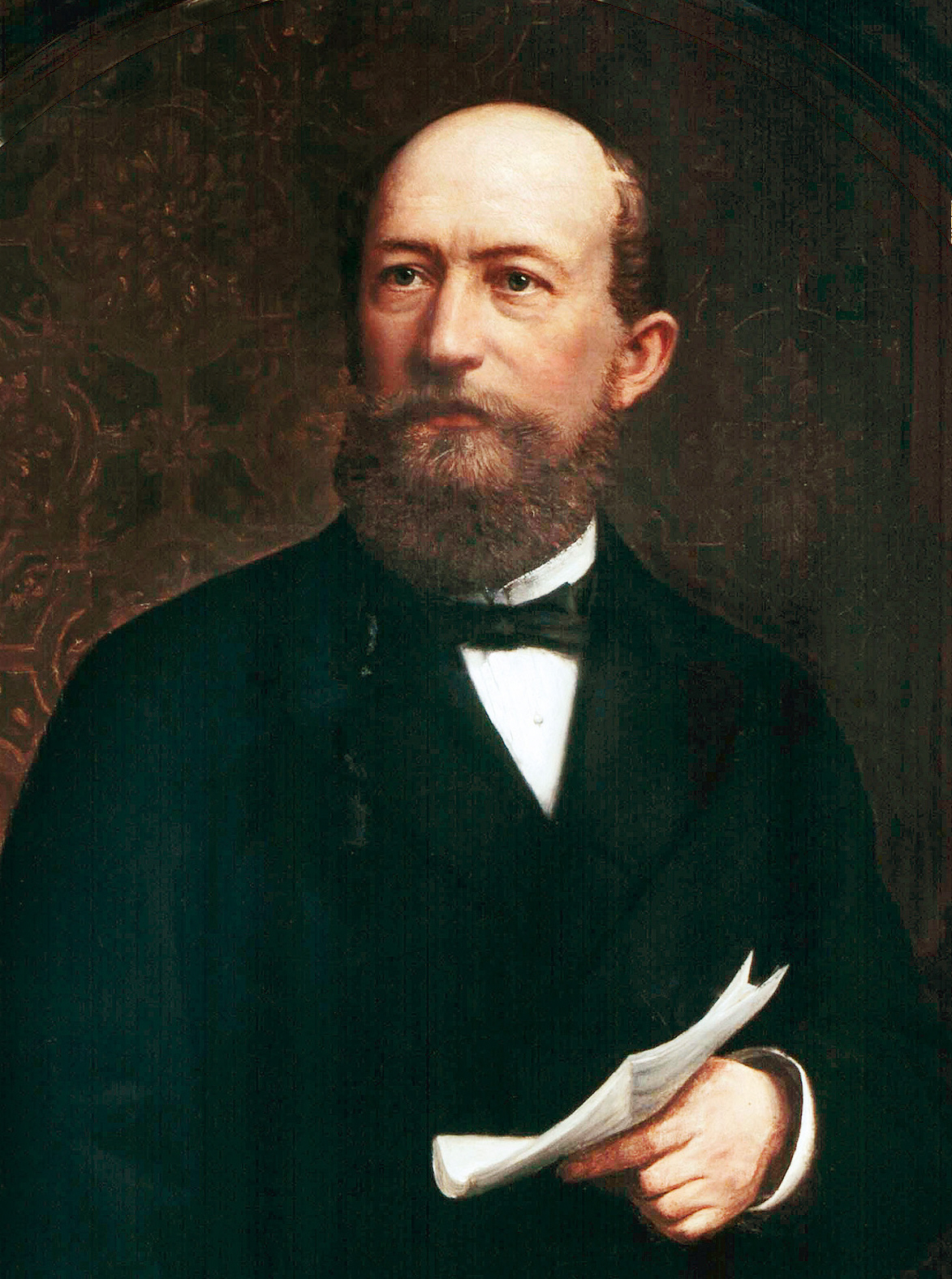
Friedrich Bayer

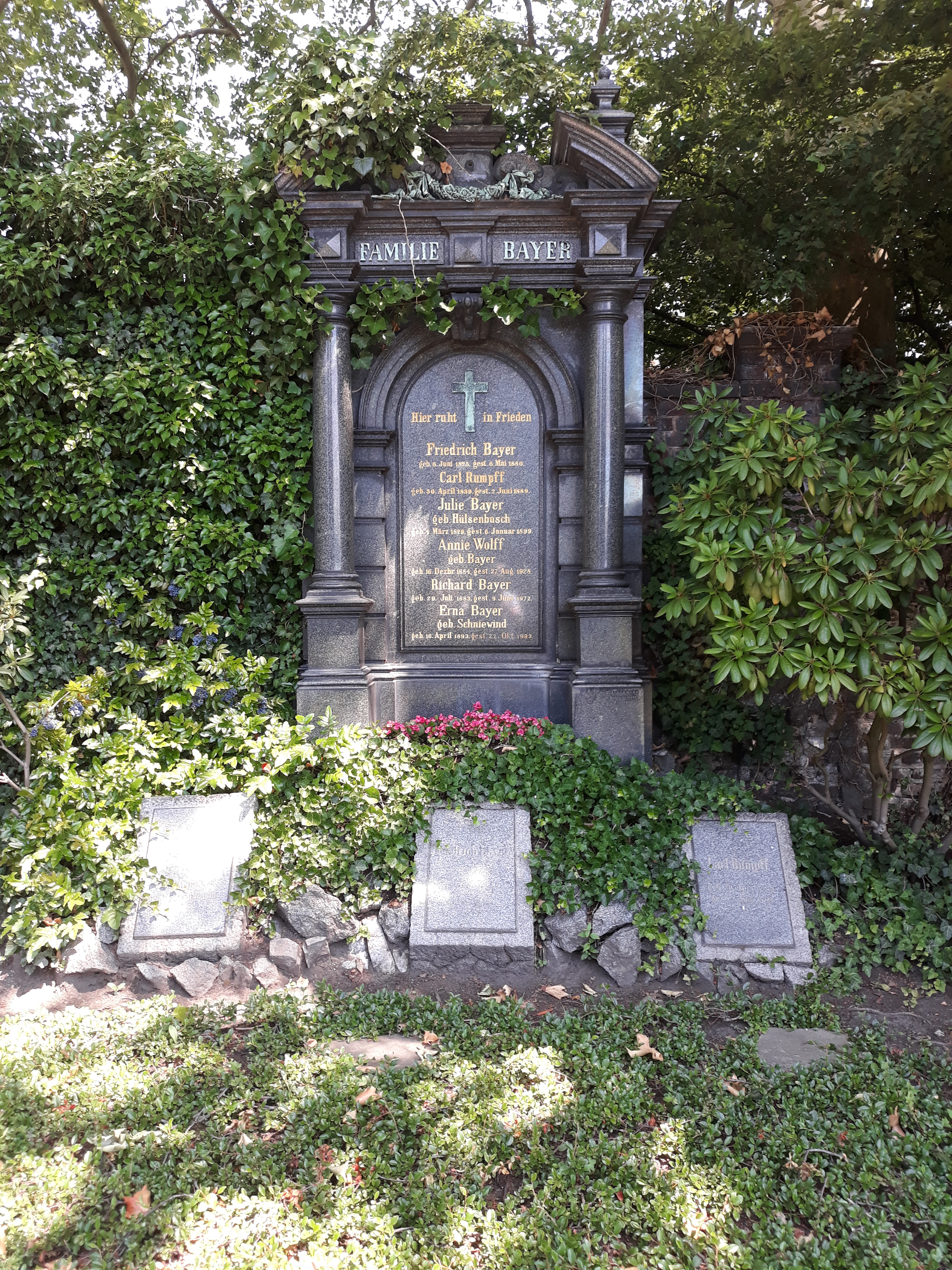
Das Grab von Friedrich Bayer und Ehefrau Julie im Familiengrab auf dem Lutherischen Friedhof Hochstraße in Wuppertal-Elberfeld.

Friedrich Bayer, eigentlich Friedrich Beyer (* 6. Juni 1825 in Barmen-Heckinghausen (heute Stadtteil von Wuppertal); † 6. Mai 1880 in Würzburg), war ein deutscher Unternehmer. Er gründete 1863 in Elberfeld (heute ebenfalls Stadtteil von Wuppertal), in der damaligen preußischen Rheinprovinz zusammen mit dem Chemiker Johann Friedrich Weskott die Farbenfabrik Friedrich Bayer, die heutige Bayer AG.

## Leben und Wirken
Der Gründervater und Namensgeber des späteren Bayer-Konzerns wurde als Sohn des Seidenwirkers Peter Heinrich Friedrich Beyer († 1839) und dessen Frau Maria Catharina, geborene Utermann geboren. Bereits sein Großvater war Seidenbandwirker in Barmen gewesen und stammte aus einer Tuchhändlerfamilie in Nördlingen. Ursprünglich stammt die Familie, die sich bis ins 16. Jahrhundert zurückverfolgen lässt, aus Weickersdorf in der Oberlausitz/Sachsen, wo „bajer“ (Geschichten-)Erzähler bedeutet.
Mit 14 Jahren trat er als Lehrling in die Chemikalienhandlung Wesenfeld & Co. in Barmen ein. Dort wurde Bayer (damals noch „Beyer“) mit den Grundlagen und Problemen der Färberei vertraut.
Bereits als 20-Jähriger fing er an, mit Naturfarben zu handeln. Drei Jahre später gründete er sein erstes Handelsunternehmen und baute ein Vertriebsnetz in ganz Europa auf. Die natürlichen Farbstoffe, die er zunächst anbot, wurden noch aus Farbhölzern extrahiert und verkauften sich aufgrund der hohen Qualität in die europäischen Hauptstädte London, Brüssel, Sankt Petersburg und sogar bis nach New York.
Etwa um die gleiche Zeit machte ein betrügerischer Kaufmann namens Friedrich Beyer aus Leipzig von sich reden. Friedrich Beyer aus Barmen befürchtete wegen des schlechten Rufes seines Namensvetters eine Geschäftsschädigung und änderte seinen Namen in Bayer (mit „ay“).
Bayer heiratete am 13. September 1848 Caroline Juliane Hülsenbusch (* 4. März 1829; † 6. Januar 1899). Mit ihr hatte Bayer fünf Kinder. Sein Sohn Friedrich übernahm nach seinem Tod die Geschäftsführung des Konzerns, seine Tochter Clara Bayer (1854–1938) heiratete 1871 Carl Rumpff und nach dessen Tod 1890 den Gutsbesitzer und Oberregierungsrat Carl Freiherr von Gamp-Massaunen, seine Tochter Adele Bayer (* 26. August 1856) heiratete Henry Theodore Böttinger.
Die Entdeckungen der organischen Chemie im Bereich der Farbstoffherstellung und die damit verbundenen Marktpotentiale veranlassten auch Friedrich Bayer, sein Verkaufsprogramm zu diversifizieren. Die anfangs von Bayer importierten Teerfarben Anilinblau und Fuchsin übertrafen die natürlichen Farben hinsichtlich ihrer Reinheit und Strahlkraft. Gemeinsam mit seinem späteren Kompagnon Johann Friedrich Weskott experimentierte Bayer ab 1861 mit der eigenen Produktion und Erprobung dieser Teerfarbstoffe. Es gelang ihnen, Farben herzustellen, die der ersten Generation qualitativ überlegen waren.

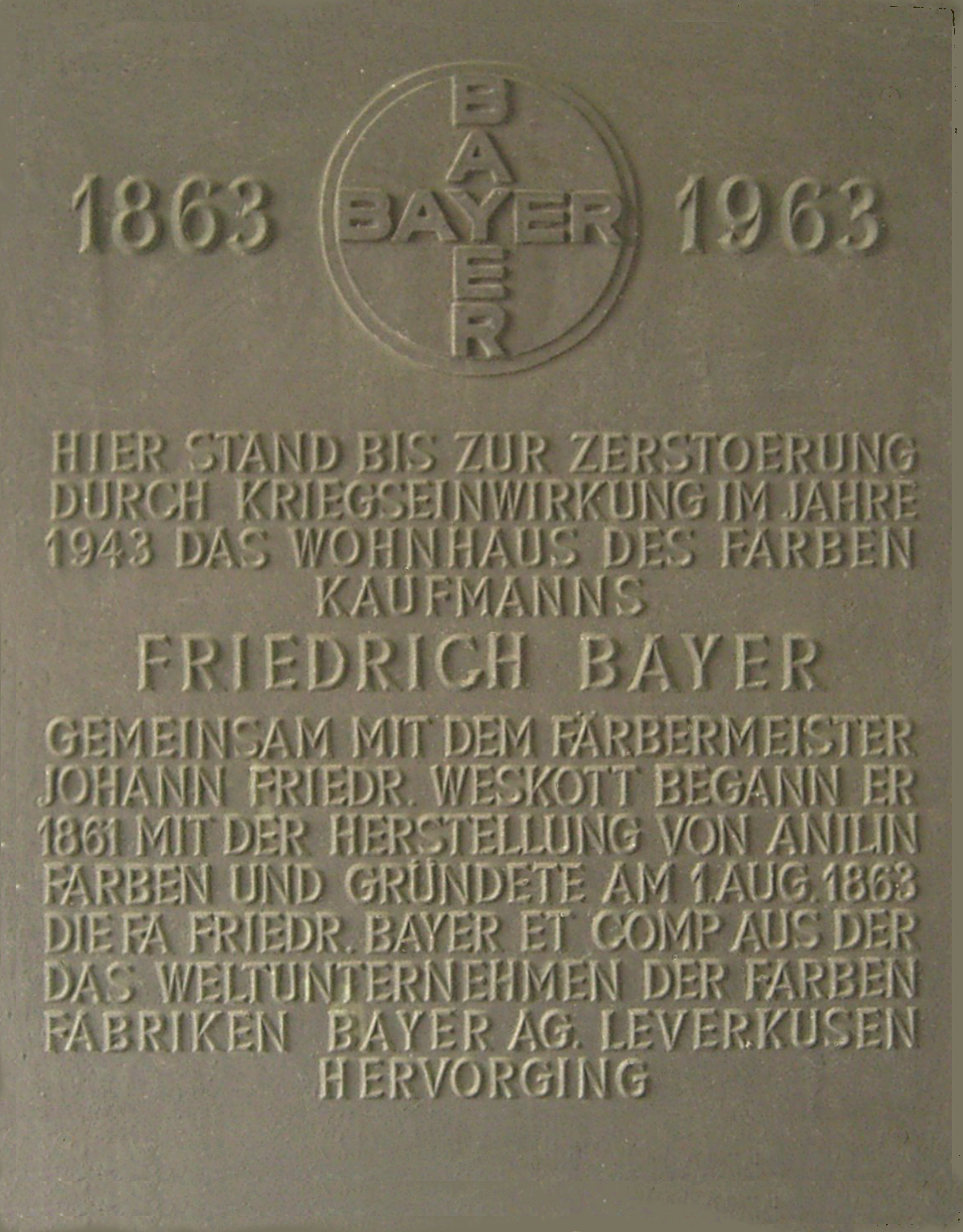
Gedenktafel am Ort des im Krieg zerstörten Wohnhauses Friedrich Bayers in Wuppertal

Die erfolgreiche Kooperation zwischen Bayer und Weskott führte zur Gründung einer ersten kleinen Fuchsin-Fabrikationsanlage in Heckinghausen. Diese Keimzelle der späteren Bayer AG wurde am 1. August 1863 unter der Bezeichnung Friedr. Bayer et comp. in das örtliche Handelsregister eingetragen. Bayer übernahm innerhalb der jungen Firma die kaufmännische, Weskott die technische Leitung. 1867 wurde der Fuchsin-Betrieb nach Elberfeld verlegt, während in Heckinghausen nun Anilin hergestellt wurde. Die Mitarbeiter August Stiller und Eduard Tust wurden als Teilhaber aufgenommen. 1872 entstand der Alizarinbetrieb in Elberfeld. Bayer baute dazu mit Unterstützung durch seinen Schwiegersohn Carl Rumpff die Verkaufsorganisation mit vielen Vertretungen aus.
Aufgrund weiterer Farbstoffentwicklungen auf Anilin-, Fuchsin- und Alizarinbasis schafften es die Unternehmensgründer entgegen der inzwischen angespannten konjunkturellen Gesamtlage, die Produktionskapazitäten signifikant auszuweiten.
Das allerdings brachte enorme Umweltprobleme mit sich: Bei der Fuchsinherstellung entstand Arsen, das die Brunnen der Nachbarn vergiftete. Als deren Entschädigungsforderungen zu hoch wurden, verlegten Bayer und Weskott 1866 die Produktion und 1878 auch die Zentrale ihres Unternehmens nach Elberfeld (heute zu Wuppertal gehörend). Zumindest für damalige Verhältnisse soll die Elberfelder Produktion in puncto Umwelt- und Personenschutz fortschrittlich gewesen sein.
Bayer starb 1880 im Alter von 54 Jahren auf einer Reise an einer verschleppten Rippenfell-Entzündung. Er hinterließ ein Familienunternehmen, das bei seinem Tod zwei Prokuristen, 14 Chemiker, einen Ingenieur, 14 kaufmännische Angestellte, 15 Meister und 340 Arbeiter beschäftigte. Die Söhne und Schwiegersöhne der Gründerväter (z. B. Henry Theodore Böttinger) waren als Teilhaber eng mit der Firma verbunden.